# Hubert Antoszewski
JanuszHubert Antoszewski (ur. 21 kwietnia 1932, zm. 21 grudnia 1999 w Warszawie) – polski aktor teatralny i dubbingowy, animator.
Znany przede wszystkim jako współtwórca postaci smoka Telesfora i psa Pankracego. Współtworzył telewizyjnego, dobranockowego, Pana Cerowanego. Razem z Zygmuntem Kęstowiczem nagrał w 1988 kasetę Pankracy i jego pan, śpiewają... z piosenkami z programu Piątek z Pankracym. Występował również w spektaklach Teatru Telewizji. Był Kawalerem Orderu Uśmiechu (1988). Został pochowany na nowym cmentarzu na Służewie.

## Filmografia
- 1979 – Tajemnica szyfru Marabuta (głosy postaci)

## Spektakle teatralne
- 1961 – Jaś i Małgosia (reż. Bohdan Radkowski)

### Teatr Telewizji
- 1966 – Trzeci maja. Dramat z roku 1791 (animacja lalek; reż. Jerzy Krasowski)
- 1965 – Czar stołowej nogi jako Klient (reż. Bohdan Radkowski)
- 1995 – Iwanow jako Jegoruszka (reż. Jan Englert)

## Odznaczenia i nagrody
- Order Uśmiechu (1988)
- Nagroda Przewodniczącego Komitetu do Spraw Radia i Telewizji za całokształt osiągnięć aktorskich w programach telewizyjnych dla dzieci (1988)
- I nagroda za program Dusza w oślej skórze na II Ogólnopolskim Konkursie Solistów Teatru Lalek w Białymstoku (1973)